# La Borquera
La Borquera – miejscowość w Hiszpanii, w Katalonii, w prowincji Tarragona, w comarce Alt Camp, w gminie Alcover.
Według danych INE z 2005 roku miejscowość zamieszkiwała 1 osoba.